# Sigma Arae
Sigma Arae (σ Ara, σ Arae) é uma estrela na constelação de Ara. É visível a olho nu com uma magnitude aparente de +4,575. Com base em medições de paralaxe, está a aproximadamente 380 anos-luz (116 parsecs) da Terra.
É uma estrela de classe A da sequência principal com uma classificação estelar de A0 V. Emissões de raio-X com uma luminosidade de 4,6 × 1029 erg/s foram detectadas em Sigma Arae, algo incomum para uma estrela de classe A. Normalmente isso é explicado pela presença de uma estrela companheira de baixa massa, o que parece não ser o caso. Em vez disso, um campo magnético superficial foi detectado com uma força de cerca de 128 ± 73 Gauss, indicando que a fonte de raio-X pode ser atividade magnética na superfície.